# Nové Hamry
Nové Hamry település Csehországban, a Karlovy Vary-i járásban. Nové Hamry Eibenstock, Johanngeorgenstadt, Potůčky, Pernink, Nejdek, Horní Blatná, Vysoká Pec és Přebuz településekkel határos. Lakosainak száma 358 fő (2024. január 1.).

## Népesség
A település lakosságának változását az alábbi diagram mutatja:
| Lakosok száma | 2731 | 2795 | 2599 | 483  | 316  | 280  | 335  | 339  | 341  | 358  |
|               | 1869 | 1890 | 1921 | 1950 | 1980 | 2001 | 2017 | 2019 | 2022 | 2024 |